# 폴 조지
폴 클리프턴 앤서니 조지(영어: Paul Clifton Anthony George, 1990년 5월 2일~)는 미국의 농구 선수로 포지션은 스몰 포워드와 슈팅 가드이다. 현재 NBA 필라델피아 세븐티식서스에서 활동하고 있다. PG-13라는 별명으로 잘 알려져 있으며, NBA 올스타 8회, 올NBA 팀 6회, NBA 올디펜시브 팀 4회에 선정되었다.
국제 대회에 미국 대표팀의 일원으로 활동했으며, 2016년 하계 올림픽에서 금메달을 획득했다.